# 王廙
王廙（276年—322年11月4日），字世将。琅邪临沂（今山东临沂）人。晉朝官員，書法家、畫家、音樂家。東晉丞相王導的堂弟，「書聖」王羲之的叔父，王廙在東晉官至荊州刺史。

## 生平
王廙早年任司馬越的掾和參軍。光熙元年（306年）因參與迎惠帝回洛陽而封武陵縣侯，後任尚書郎和濮陽太守。次年，當時是瑯琊王的晉元帝司馬睿移鎮建康後，王廙便棄官南遷至建康，並獲司馬睿任命為司馬，及後多次守備鄱陽和廬江二郡以及參與平定周馥和杜弢的判亂。
建興三年（315年），王敦因忌荊州刺史陶侃的功勳，調陶侃任廣州刺史，而以王廙為寧遠將軍，接任荊州刺史。當是荊州將吏鄭攀和馬雋等向王敦請求讓陶侃留任荊州，但王敦怒而不許。二人見陶侃雖然有平滅杜弢之功但卻遭南貶廣州，且荊州群眾怨憤，於是與杜曾聯手進攻前來上任的王廙，王廙因而被逼移守江安，而杜曾等人則與第五猗抵抗王廙。王廙隨後督諸軍進攻杜曾，但反被杜曾所敗。最後因王敦派湘州刺史甘卓和豫章太守周廣協助王廙擊敗杜曾，王廙才得以到荊州。
王廙到任荊州後，大殺陶侃的舊將領和佐官，以及殺害受陶侃敬重的名士皇甫方回，於是王廙在荊州名望大降，人心都背離。王廙於是被司馬睿調離荊州，改以輔國將軍加散騎常侍入朝。
永昌元年（322年），大將軍王敦在江州舉兵，王敦之亂爆發。司馬睿命王廙勸諫王敦，但王廙非但不能諫阻王敦，而且更被王敦留下來，協助王敦的行動，並受王敦命令下殺害抵抗王敦失敗的譙王司馬承，但成功保住表弟夏侯承的性命。同年王敦攻陷建康，自任丞相，並樹立王氏族人，於是任命王廙為平南將軍、領南蠻校尉，荊州刺史。但不久便病逝。王廙因是晉元帝的姨表弟，於是對王廙之死十分悲痛憐憫，王廙靈柩運回建康時皇太子司馬紹更親至拜謁靈柩，一如家人之禮。朝廷追贈侍中、驃騎將軍，諡為康侯。

## 性格特徵
- 史載王廙年少時就能寫文章，博學多才，「工书画，善音乐、射御、博弈、杂伎」，工於隸書和飛白書[6] 南渡後為東晉書畫第一，指導王羲之書法，亦是晉明帝司馬紹的畫畫老師[7]
- 王廙性格高朗豪率，曾於早上自尋陽坐船乘風東歸建康，至黃昏便到達，並倚在舫樓上長嘯，有超逸的神情和氣概。
- 《世說新語·仇隙篇》中劉孝標注引《王廙別傳》載其傲慢不恭，但凡人事只要不合自己心意就會當面拒絕，因而招來其他人憎恨。

## 家庭

### 父母
- 王正，西晉光祿大夫王覽第四子，西晉尚書郎
- 谯郡夏侯氏，夏侯庄之女，晋元帝姨母[8]

### 夫人
- 济阴郤氏，雍州刺史郤詵之女[9]

### 兄弟
- 王曠，王廙兄，東晉淮南太守。
- 王彬，王廙弟，東晉尚書右僕射。

### 子女
- 王頤之，王廙長子，嗣爵，官至東海內史
- 王胡之，王廙次子，丹楊尹。
- 王耆之，王廙子，東晉中書郎[10]
- 王羨之，王廙子，東晉鎮軍將軍掾

## 延伸阅读
[在维基数据编辑]
 《晉書·卷076》，出自房玄齡《晉書》